# Transportgeschwader 3
Transportgeschwader 3 (dobesedno slovensko: Transportni polk 3; kratica TG 3) je bil transportni letalski polk (Geschwader) v sestavi nemške Luftwaffe med drugo svetovno vojno.

## Organizacija
- štab
- I. skupina
- II. skupina
- III. skupina

## Vodstvo polka
Poveljniki polka (Geschwaderkommodore)
- Oberst Theodor Beckmann: maj 1943
- Oberstleutnant Walter Schröder: 1. avgust 1943
- Oberstleutnant Walter Hornung: september 1944